# John Merwyn Prower
John Merwyn Prower, kanadski general, * 1885, † 1968.